# Diodore de Sicyone
Diodore de Sicyone (grec ancien : Διόδωρος ὁ Σικυώνιος) est un vainqueur olympique originaire de Sicyone.
Selon Pausanias, il remporta la course à pied du stadion d'une longueur d'un stade (environ 192 m) lors des 160e Jeux olympiques, en 140 av. J.-C. Cependant, Eusèbe de Césarée écrit que le vainqueur cette année-là était Agnodoros de Cyzique.

## Sources
- Eusèbe de Césarée, Chronique, Livre I, 70-82. Lire en ligne.
- (en) David Matz, Greek and Roman Sport : A Dictionnary of Athletes and Events from the Eighth Century B. C. to the Third Century A. D., Jefferson et Londres, McFarland & Company, 1991, 169 p. (ISBN 0-89950-558-9)
- (it) Luigi Moretti, « Olympionikai, i vincitori negli antichi agoni olimpici », Atti della Accademia Nazionale dei Lincei, vol. VIII,‎ 1959, p. 55-199.
- Pausanias, Description de la Grèce [détail des éditions] [lire en ligne] (7, 16, 10).a